# Tell Turlu
Tell Turlu és un jaciment arqueològic de Turquia a 45 km a l'est de Gaziantep a la carretera de Nizip. És un munt amb una llarga seqüència d'ocupació des de la prehistòria. Fou excavat per Perrot el 1962. Els nivels 3 i 4 presenten ceràmica i poteria d'Halaf sent el jaciment més occidental que presenta netament restes de cultura d'Halaf junt amb Tell Yunus. Les cases dels nivells 1 a 6 eren rodones i de pedra amb els magatzems propers. Alguns dels objectes recuperats es troben al museu de Gaziantep.